# Ikenwoli Godfrey Emiko
 (juillet 2025).
Ikenwoli Godfrey Emiko est un chef traditionnel nigérian.

## Biographie
Né d'Olu Erejuwa II (1951-1986) et de son épouse Olori Eyinagboluwade, Emiko est le 20e Olu de Warri. Il a succédé à son frère Olu Atuwatse II, décédé en mars 2015. Il a été couronné Ogiame Ikenwoli I le 12 décembre 2015 à Ode-Itsekiri, la maison ancestrale du peuple Itsekiri, lors d'une cérémonie à laquelle ont assisté de nombreux dignitaires au Nigeria, comme le secrétaire du gouvernement fédéral David Babachir Lawal, le sénateur Ifeanyi Okowa, gouverneur de l'État du Delta, Emmanuel Uduaghan (ancien gouverneur de l'État du Delta), et Bola Ahmed Tinubu, le leader national du All Progressive Congress (APC). Ikenwoli Godfrey Emiko épouse Olori Mary Emiko. Le couple eut trois enfants. Emiko serait décédé le 21 décembre 2020, des suites de complications liées au COVID-19 lors de la pandémie de COVID-19 au Nigeria. Son règne aura duré du 19 mars 1955 au 21 décembre 2020.